# Ekaterina Malikova
Ekaterina Gennadievna Malikova, née le 5 mars 1982 à Kolomna, Oblast de Moscou, alors en URSS, est une actrice de théâtre, de télévision et de cinéma, et un mannequin russe.

## Biographie
Ekaterina Malikova naît d'un père philologue, Gennady Malikov, et d'une mère ingénieur, Natalia.
En 1999, immédiatement après avoir obtenu son diplôme de fin d'études secondaires, elle entre à la Maison de couture moscovite de Viatcheslav Zaïtsev, où elle travaille avec succès comme mannequin. En 2000, elle participe à la finale du prestigieux concours international de mannequinat "New Model Today", et défile à Milan, Paris et Tokyo.
En 2003, elle entre à l'École-studio du Théâtre d'Art académique de Moscou dont elle sort diplômée en 2007.
De 2007 à 2012, elle travaille au Théâtre Satiricon de Moscou

### Vie familiale
Elle a été mariée avec le propriétaire d'une chaîne de magasins de fourrure, dont elle a divorcé. Elle est la compagne de l'homme d'affaires Alexander Malis.

## Filmographie partielle

### Cinéma
- 2004 : Night Watch (Ночной дозор) de Timur Bekmambetov : une hôtesse
- 2005 : 180 et plus (От 180 и выше) d'Alexandre Strijenov : Olga Kostrova, mannequin
- 2006 : Day Watch (Дневной дозор) de Timour Bekmambetov
- 2006 : Les Amants (Любовники) de Marina Migounova : Rimma
- 2007 : Boxe de l'ombre 2 : La Revanche (Бой с тенью. Реванш) d'Anton Meguerditchev : Julia, avocate du sport, adjointe de Michael
- 2008 : Tarif du Nouvel An (Тариф новогодний) d'Evgueni Bedarev : Masha
- 2009 : Pistolet Stradivari (Пистолет Страдивари) d'Alekseï Loukanev : Elena
- 2011 : You and I (Ты и я) de Roland Joffé : Marina
- 2011 : Parti et pas revenu (Ушел и не вернулся) de Valeri Pendrakovski: Angelina
- 2014 : 22 Minutes de Vassili Serikov : Olga Gourova, représentante de la compagnie de gaz
- 2021 : Kenzeli (Кензели) de Fiodor Petroukhine

### Télévision
- 2005 : Slepoï 2 (Слепой 2, littéralement : Aveugles) d'Alexander Frankevich-Laye et Valery Pougashkine, épisode  Бриллиант для слепого (littéralement : Diamant pour aveugles) : Rose, maîtresse de Tikhon
- 2006 : Reklamnaya pauza (Рекламная пауза, littéralement : Pause commerciale), mini-série télévisée, épisodes 1.1-4 : Masha
- 2008 : Zastava Žilina (Застава Жилина), série télévisée : Elzhbetta Poplavskaïa
- 2019 : Vskrytiye pokazhet (Вскрытие покажет, littéralement : Une autopsie montrera), série télévisée, 32 épisodes de la saison 1 : Inga Victorovna Vilkas, experte médico-légale
- 2019 : V kletke (В клетке, littéralement : Dans une cage), série télévisée, épisodes 1.1-10 : Vera, la maîtresse d'Alexander Evdokimov (« Doc »)

### Clip vidéo
Clip vidéo sur la chanson "Love Is Blindness" de Jack White (reprise de la chanson du groupe U2).

## Théâtre
Au Théâtre Satirikon
- Reine Gulindi dans Синее чудовище (littéralement : Le Monstre bleu), d'après la pièce de Carlo Gozzi, mise en scène de Konstantin Raïkine, en 2008[2]
- Larisa dans Деньги (littéralement Argent), pièce d'Alexandre Ostrovski, mise en scène de Konstantin Raïkine, en 2009[2]
- Lady Capulet dans Умереть от любви (littéralement : Mourir d'amour) d'après Roméo et Juliette de William Shakespeare, mise en scène de Konstantin Raïkine, en 2011[2]